# Mindre skuggspindel
Mindre skuggspindel (Nuctenea silvicultrix) är en spindelart som först beskrevs av Carl Ludwig Koch 1835.  Mindre skuggspindel ingår i släktet Nuctenea och familjen hjulspindlar. Arten är reproducerande i Sverige. Inga underarter finns listade i Catalogue of Life.